# Greg Kadel
Greg Kadel (Pennsylvania, ...) è un fotografo di moda statunitense.

## Carriera
Nato e cresciuto in Pennsylvania, Greg Kadel si trasferisce a New York per studiare biologia marina e belle arti. È solo dopo il diploma che Kadel scopre la propria passione per la fotografia e la regia.
I lavori di Greg Kadel sono comparsi su numerose pubblicazioni, incluse Vogue, Vogue Italia, Vogue Nippon Vogue UK, L'Uomo Vogue, French Vogue, Vogue Germany, Vogue China, Numéro, Numéro Homme, Visionaire, i-D, The Face, Another Magazine, Harper's Bazaar, W, GQ, 10 Magazine, Allure, Inside View, V e Melody.
Greg Kadel ha inoltre realizzato le campagne promozionali di Aveda, Express, Valentino, Louis Vuitton, H&M, Loewe, Oscar de la Renta, Calvin Klein, Biotherm, Diane von Furstenburg, Elie Tahari, Hermès, Lancome, L'Oréal, Max Mara, Shiseido, Victoria's Secret e Salvatore Ferragamo.
Fra le celebrità che hanno posato per lui si possono citare Britney Spears, Casey Affleck, Stella McCartney, Ioan Gruffud, Claire Danes, Ben Chaplin, Maurizio Cattelan, Kiera Chaplin, Hedi Slimane e Megan Fox.
Attualmente vive fra New York, Parigi e Los Angeles.